# Banffia
Banffia constricta
Genre
Espèce
Banffia est un genre monotypique d'animaux décrits à partir de fossiles du Cambrien moyen. Son placement dans des taxons supérieurs est controversé et son seul représentant est l'espèce Banffia constricta.

## Anatomie
Banffia constricta est connu à partir de centaines de fossiles trouvés dans les schistes de Burgess. Son corps, d'une longueur maximale de 10 cm, se divise en deux parties (antérieures et postérieures) d'égale longueur. Il est également tordu en spirale dans le sens horaire, vu de face. On pense qu'il s'agit d'une adaptation secondaire à une condition bilatérale initiale pour un mode de vie fouisseur. La partie antérieure est recouverte par deux carapaces -comme des coquilles non minéralisées qui auraient fusionné. Une structure en forme de couronne, formée de trois éléments circulaires concentrés, entoure la bouche. Une structure en forme d'antenne directement postérieure à la bouche semble être un organe sensoriel. La section postérieure est composée de 40 à 50 segments. L'intestin est droit et l'anus est à l'extrémité terminale de la section postérieure. L'intestin semble avoir une série de diverticules ou de poches. Un éventuel système circulatoire est visible dans les fossiles. Banffia constricta et son parent Skeemella étaient probablement des filtreurs ou des dépositaires. 

## Classification
Il n'y a pas pour l'instant de consensus sur le classement de Banffia. Banffia constricta a été assigné aux annélides par Walcott en 1911. À partir de 2006, différentes propositions placeraient Banffia parmi les Vétulicoliens,, les Arthropodes, ou les Urochordés. Alors que le plan corporel (sections antérieures et postérieures égales avec segmentation) ressemble à celui des Vétulicoliens, il est soutenu que l'absence de branchies et d'endostyle, ainsi que la présence de diverticules intestinaux rendent Banffia peu susceptible d'être un membre des deutérostomes. Cependant, un manque apparent complet d'appendices (à part les structures en forme d'antenne) rend le placement de Banffia constricta dans les Arthropodes tout aussi improbable. Des découvertes plus récentes d'animaux de forme similaire montrent des structures considérées comme une notocorde, faisant de Banffia et de leurs proches des chordés, peut-être le groupe sœur des tuniciers.
L'espèce Banffia confusa, connue à partir de fossiles des schistes du Chengjiang, a été initialement attribuée à ce genre. Toutefois de récentes recherches démontrent qu'elle n'est pas étroitement liée à Banffia  constricta, ayant été renommée comme son synonyme junior, Heteromorphus longicaudatus et placée dans une classe complètement différente, Heteromorphida. Ultérieurement, Aldridge, et. Al. ont reclassé Banffia confusa comme étant Heteromorphus confusus, en notant une variété de différences anatomiques entre les divers spécimens d'Heteromorphus, suggérant qu'il pourrait y avoir plus d'espèces reconnues avec plus de fossiles découverts. 

## Étymologie
Le nom du genre Banffia fait référence à Banff en Alberta, à proximité de l'endroit où les premiers spécimens fossiles ont été découverts.

### Rféférences taxonomiques
- (en) BioLib : Banffia Walcott, 1911 † (consulté le 29 mai 2020)
- (en) WoRMS : Banffia Walcott, 1911 † (+ liste espèces) (consulté le 29 mai 2020)